# Dalla guerra amorosa
Dalla guerra amorosa (HWV 102) és una cantata de cambra secular composta per Georg Friedrich Händel a Itàlia durant els anys 1708-1709. Està escrita per a baix (HWV 102a) o soprano (HWV 102b). En altres catàlegs de Händel l'obra apareix referenciada com a HG l,34; (en aquest cas, no hi ha cap numeració HHA). El títol de la cantata més o menys es tradueix com a "De la guerra amorosa".
Dalla guerra amorosa, era una de les obres per a Francesco Maria Marescotti Ruspoli, 1r Princep de Cerveteri, i la font manuscrita és una còpia feta per a Ruspoli l'agost de 1709. Aquesta obra és delicada i fins i tot patètica; l'ària de la pèrdua de la bellesa, «La bellezza è come un fiore», és una reminiscència de l'ària d' Apollo e Dafne, «Come rosa in su la spina». La cantata té una tornada («Fuggite, sì fuggite») que també queda reflectida en la música, i el final és un deliciós arioso que segueix a l'última tornada.
Una interpretació habitual dura entre 8 i 11 minuts.

## Moviments
L'obra té cinc moviments:
| Moviment | Tipus     | Tonalitat | Compàs | Tempo   | Compassos | Text (italià) | Notes                                                                |
| -------- | --------- | --------- | ------ | ------- | --------- | --- | -------------------------------------------------------------------- |
| 1        | Recitatiu |           | 4/4    |         | 9         | Dalla guerra amorosa / or che ragion mi chiama / oh miei pensieri / fuggite pur, fuggite / vergognosa non è / in amor la fuga, che sol fuggendo un'alma / del crudo amor / può riportar la palma..                                                                              |                                                                      |
| 2        | Aria      | Si♭ major | 3/8    | Allegro | 128       | Non v'alletti un occhio nero, / con suoi sguardi lusinghiero, / che da voi chieda pietà / Che per far le sue vendette, / e con arco e con saette, / ivi amor nascoso stà. | Inclou indicacions de "Da capo" i "Fine".                            |
| 3        | Recitatiu |           | 4/4    |         | 13        | Fuggite, si fuggite, / ahi! di quanto veleno amore / asperge i suoi piaceri, / ah! quanto ministra duolo e pianto, / a chi lo segue, / e le sue leggi adora. Se un volto v'innamora, / sappiate, oh pensier miei, / che ciò che piace / in brev'ora svanisce, / e poi dispiace. |                                                                      |
| 4        | Arioso    | Re menor  | 4/4    |         | 26        | La bellezza è come un fiore: / sul matin vivace e bello, / sul matin di primavera Che la sera langue e more, si scolora e non par quello. | Dues seccions (compassos 11 i 15), cadascun amb signes de repetició. |
| 5        | Arioso    | Fa major  | 4/4    |         | 25        | Fuggite, sì fuggite, / a chi servo d'amor vive in catena, / è dubbioso il gioir, / certa è la pena. |                                                                      |

(Els moviments no contenen signes de repetició amb les excepcions indicades. El nombre de compassos és el número del manuscrit, i no inclou les repeticions. Les dades s'han agafat de l'edició del Händel-Gesellschaft (volum 50, pàgina 34).